# غاية النهاية في طبقات القراء
غاية النهاية في طبقات القراء ويختصر إلى طبقات القراء هو كتاب لابن الجزري (751 هـ - 833 هـ)، يذكر فيه تراجم قراء القرآن ويصنفهم بخمس طبقات:
1. الصحابة.
2. التابعون، تلامذة الصحابة.
3. مشاهير أئمة القراء الذين أخذوا من الطبقة الثانية، ومنهم القراء السبعة.
4. تلامذة الطبقة الثالثة والرواة عنهم كابن عياش وحفص وخلف.
5. أهل البحث والتأليف.
6. ومؤلف الكتاب:  هو خاتمة المحققين في القراءات، محمد بن محمد بن محمد بن يوسف المشهور بابن الجزري، له مؤلفات عديدة، بلغت التسعين كتابًا.[3]

## سبب تأليف الكتاب
1. أنه أراد اختصار كتابه طبقات القراء الكبار.
2. وقد حوى فيه تراجم القراء الذين في كتابي الحافظين: أبي عمرو الداني (طبقات القراء)، وأبي عبد الله الذهبي (معرفة القراء الكبار)، وزاد عليهما نحو الضعف. وقد نص على منهجه في مقدمة الكتاب، فقال: «فما كان في كتاب الذهبي كتبته بالحمرة، وما زدت عليه كتبت اسمه واسم أبيه بالحمرة جميعًا، ثم إني رمزت لما هو في الكتب المشهورة من كتب القراءات...».[4] وقد أصبح الكتاب مرجعًا رئيسيا في تراجم القراء، كما أثنى عليه وعلى مؤلفه السيوطي والسخاوي وغيرهما.

قال في مقدمة الكتاب: فهذا كتاب غاية النهاية. من حصله أرجو أن يجمع بين الرواية والدراية. اختصرت فيه كتاب طبقات القراء الكبير الذي سميته: نهاية الدرايات في أسماء رجال القراءات. وأتيت فيه على جميع ما في كتابي الحافظين أبي عمرو الداني وأبي عبد الله الذهبي رحمهما الله وزدت عليهما نحو الضعف فما كان في كتاب الذهبي كتبته بالحمرة وما زدت عليه كتبت اسمه واسم أبيه بالحمرة جميعاً ثم إني رمزت لما هو في الكتاب المشهورة من كتب القراءات فلما كان مذكوراً في كتابي النشر "ن"، ولما في كتاب التيسير "ت"، وكتاب جامع البيان في القراءات لـأبو عمرو الداني وكتاب الكامل في القراءات العشر والأربعين الزائدة عليها لـ أبو القاسم الهذلي، وكتاب المبهج في القراءات الثمان وقراءة الأعمش وابن محيصن واختيار خلف واليزيدي، وكتاب المستنير في القراءات العشر، وكتاب الكفاية الكبرى في القراءات العشر للقلانسي وكتاب غاية الاختصار في قراءات العشرة لأبي العلاء.

## منهجه في الكتاب
نص على ذلك في مقدمة كتابه، فقال: «أتيت فيه على جميع ما في كتابي الحافظين: أبي عمرو الداني، وأبي عبد الله الذهبي، رحمهما الله، وزدت عليهما نحو الضعف. فما كان في كتاب الذهبي كتبته بالحمرة، وما زدت عليه كتبت اسمه واسم أبيه بالحمرة جميعًا. ثم إني رمزت لما هو في الكتب المشهورة من كتب القراءات:
- فلما كان مذكورًا في كتابي النشر «ن».
- ولما في كتاب التيسير «ت».
- وكتاب جامع البيان للداني «ج».
- وكتاب الكامل للهذلي «ك».
- وكتاب المبهج «مب».
- وكتاب المستنير «س».
- وكتاب الكفاية الكبرى للقلانسي «ف».
- وكتاب الغاية لأبي العلاء «غا».
- ولهؤلاء الجماعة «ع»».[4]

## الثناء على الكتاب
أثنى ابن حجر على هذا الكتاب، فقد قال في ترجمته عن ابن الجزري: «انتهت إليه رئاسة علم القراءات في الممالك، وكانت عنايته بالقراءات أكثر، فجمع ذيل طبقات القرّاء للذهبي وأجاد فيه...».
كما أثنى السخاوي على ابن الجزري ثناء عاطرًا، وترجم له ترجمة مطولة، فذكر مشايخه في مختلف العلوم، وأنّه قد أذن له غير واحد بالإفتاء والتدريس والإقراء، وأنّه ولي مشيخة الإقراء بالعادليّة، ثمّ مشيخة دار الحديث الأشرفيّة... وهكذا ذكر أسفاره إلى البلاد المختلفة، وأورد طرفاً من أخباره فيها... ثمّ ذكر تصانيفه ووصفها بكونها مفيدةً، وذكر من ضمن مصنفاته: طبقات القراء الذي هو أصل الغاية.